# 浅間るい
浅間 るい（あさま るい）は、日本のAV女優。
大阪府出身。生年月日は写真集では1968年4月29日、『すッぴん』誌上では1970年9月9日となっている。

## 略歴
1980年代後半に活動した。
1987年9月、『夜淫』（VIP）でAVデビュー。
1988年夏、英知出版の『すッぴん』や『大海賊』などの雑誌に出演。同年冬、宇宙企画のAVに出演。その後はあまり活動することなく、業界から引退している。
初期の出演作、特にコロナの『蕾いじり 恥辱』は、流通した本数が少ないうえ、ハードなレイプものという異色作であることから、極めて高額なプレミアがついている。
本職はエアロビクスのインストラクターだったということで、『蕾いじり 恥辱』などではエアロビのシーンでその片鱗を見せている。
2006年1月に宇宙企画時代の出演作（企画作品の出演部分含む）をまとめたDVDがリリースされた。

## 作品

### アダルトビデオ
- 夜淫　（1987年9月21日、VIP）
- 蕾いじり　恥辱　（1987年10月2日、コロナスペシャル）
- スーパーVIDEO塾 THE セーラー服 Vol.6　（1988年10月3日、宇宙企画）…共演：相本美々、桃井みちる、藤原由香梨
- MAGAZINE VIDEO　姫子 7　（1988年10月23日、宇宙企画） - 共演：朝比奈由佳、沢田ユカ
- ぼくの惑星　（1988年11月13日、宇宙企画）
- 気まぐれ少女　（1988年12月23日、宇宙企画）
- MAGAZINE VIDEO　桃色惑星　（1989年11月5日、宇宙企画） - 共演：伊藤さやか、秋山美晴、松本まりな、早川いづみ
- 挑発娘シリーズ　エッチな小悪魔　（1990年5月21日、リンクス）
- 宇宙企画Classic　浅間るい　（2006年1月13日、宇宙企画） - 宇宙企画時代の全出演作（ぼくの惑星、気まぐれ少女の2作品と企画作品の出演部分）を収録したDVD

### イメージビデオ
- セーラートピア　初恋制服図鑑 Volume.2　（1990年3月24日、英知出版） - 共演：高野樹里

## 出演

### 映画
- 愛人妻　あぶない情事　（1988年2月10日、配給：にっかつ） - 共演：堀河麻里、瀧口裕美、長坂しほり - ビデオ版もあり

## 書籍

### 写真集
- 浅間るい写真集　（1988年4月10日発行、撮影：上杉直也、近代映画社）